# Convenția privind eliminarea tuturor formelor de discriminare împotriva femeilor
Convenția privind eliminarea tuturor formelor de discriminare impotriva femeilor a fost adoptată și lansată spre semnare de Adunarea Generala a Națiunilor Unite printr- o rezoluție din data de 18 decembrie 1979. Aceasta a intrat în vigoare la 3 septembrie 1981 în toate statele member ale ONU.

## Context și necesitate
Convenția a fost adoptată în conformitate cu prevederile din Carta Națiunilor Unite ce reafirmă încrederea în drepturile fundamentale ale omului, în demnitatea și valoarea persoanei umane, în egalitatea drepturilor și bărbatului și femeii. S-a dorit acest aspect deoarece statele membre nu aplicau uniform jurisprudența ONU în materie de egalitate de gen. Prin această convenție sunt reîntărite o serie de drepturi și libertăți. Ca fundamentare a acesteia au fost preluate și solicitările și prevederile Declarației Universale a Drepturilor Omului și Cetățeanului care afirmă principiul nediscriminării și proclamă că toate ființele se nasc libere și egale în demnitate și drepturi (…). S-a insistat asupra acestui document pentru ca egalitatea în drepturi a femeilor a apărut la sfârșitul secolelor al XVIII lea și al XIX-lea și își face resimțită prezența și în zilele noastre. În plenul discuțiilor au fost amintite două momente majore pentru a susține adoptarea acestui document: pe de- o parte Revoluția Franceză de la 1789 și pe de altă parte lupta pentru dreptul la vot al femeilor, moment marcant fiind opera In apărarea drepturilor femeilor autoare fiind Mary Wollstonecraft. Convenția statuează asupra faptului că este nevoie să blocăm accesul femeilor pentru simplul fapt că sunt femei, fiind oprite cutumiar de evoluția lucrurilor.
Structurarea conținutului Conveției, urmând principiile generale ale teoriei dreptului public, documentul are în componență: un preambul care invocă jursiprudență internațională, părți și articole ce setează cadrul și prevederile convenției. În cadrul convenției se solicit îmbunătățirea măsurilor de reconciliere atât pentru femei, cât și pentru bărbaâi, printre care concediile pe motive familiale, concediile pentru îngrijirea persoanelor dependente, condiții de muncă flexibile și încurajarea partajării responsabilităților private și familiale, în vederea facilitării angajării cu normă întreagă a femeilor, cât și a bărbaților.

## Conținut și remarci semnificative
Articolul 2 obligă statele semnatare să realizeze o serie de modificări precum: înscrierea în constituțiile naționale sau în alte dispoziții legislative corespunzătoare, să adopte sancțiuni relevante care să interzică discriminarea femeii, să ia totate măsurile necesare pentru aborgarea oricărui act sau legi naționale care produce discriminare a femeilor. Articolul 6 face referire la obligativitatea statelor de a lua măsuri urgente pentru a sista și bloca toate formele existente a traficului de femei și a exploatării prostituției femeii.
Art. 11, punctul 3 reia obligativitatea statelor de a ocroti femeile în domeniile vizate și totodată să revizuiască periodic legislația domestic pentru a asigura protejarea tuturor drepturilor și libertăților atât pentru bărbați, cât și pentru femei. Art. 17 face referire la constituirea unui comitet care să se asigure că statele member realizează măsuri de ameliorare a discriminării față de femei. Membrii comitetului vor fi aleși prin vot secret dintr –o listă de mebri propuși de către statele membre. Reuniunea Comitetului se realizează pentru cel mult 2 săptămâni în fiecare an pentru a se examina rapoartele prezentate de către statele prezentei Convenții.